# Volta a Suïssa 1965
La Volta a Suïssa 1965 fou la 29a edició de la Volta a Suïssa. Aquesta edició es disputà del 10 al 16 de juny de 1965, amb un recorregut de 1.307 km distribuïts en 7 etapes. La sortida fou a Murten, mentre l'arribada fou a Berna.
El vencedor final fou l'italià Franco Bitossi, que s'imposà amb tres minuts sobre el belga Joseph Huysmans. El també itlalià Marcello Mugnaini completà el podi. Alfred Rüegg s'imposà en la classificació de la muntanya, mentre la classificació per equips fou pel Maino.

## Etapes
| Etapa | Data       | Recorregut                 | Km  | Vencedor d'etapa        | Líder de la general   |
| ----- | ---------- | -------------------------- | --- | ----------------------- | --------------------- |
| 1ª    | 10 de juny | Murten - Basilea           | 182 | Joseph Huysmans (BEL)   | Joseph Huysmans (BEL) |
| 2ª    | 11 de juny | Basilea - Wohlen           | 198 | Franco Bitossi (ITA)    | Joseph Huysmans (BEL) |
| 3ª    | 12 de juny | Wohlen - Siebnen           | 178 | Guido Carlesi (ITA)     | André Messelis (BEL)  |
| 4ª    | 13 de juny | Siebnen - Sattelegg (CRI)  | 13  | Robert Hagmann (SUI)    | Joseph Huysmans (BEL) |
| 5ª    | 14 de juny | Siebnen - Bellinzona       | 205 | Franco Bitossi (ITA)    | Joseph Huysmans (BEL) |
| 6ª    | 15 de juny | Bellinzona - Château-d'Oex | 303 | Marcello Mugnaini (ITA) | Franco Bitossi (ITA)  |
| 7ª    | 16 de juny | Château-d'Oex - Berna      | 228 | Guido Carlesi (ITA)     | Franco Bitossi (ITA)  |

## Classificació final
|    | Ciclista                 | Equip    | Temps       |
| -- | ------------------------ | -------- | ----------- |
| 1  | Franco Bitossi (ITA)     | Filotex  | 36h 31' 17" |
| 2  | Joseph Huysmans (BEL)    | Dr. Mann | + 3' 00"    |
| 3  | Marcello Mugnaini (ITA)  | Maino    | + 3' 36"    |
| 4  | Walter Boucquet (BEL)    | Flandria | + 6' 18"    |
| 5  | Ugo Colombo (ITA)        | Filotex  | + 7' 59"    |
| 6  | Enzo Moser (ITA)         | Maino    | + 10' 16"   |
| 7  | Marino Fontana (ITA)     | Maino    | + 11' 17"   |
| 8  | Herman Vanspringel (BEL) | Dr. Mann | + 11' 59"   |
| 9  | Alfred Rüegg (SUI)       | Tigra    | + 12' 12"   |
| 10 | Dieter Wiedemann (RFA)   | Torpedo  | + 12' 18"   |